# Piotr Tymko
Piotr Tymko (ur. 16 marca 1974) – polski lekkoatleta, specjalizujący się w biegach sprinterskich. Wielokrotny medalista mistrzostw Polski.

## Osiągnięcia
- Mistrzostwa Polski seniorów w lekkoatletyce (8 medali))[1]
  - Warszawa 1992
    - brązowy medal w sztafecie 4 × 100 m

  - Kielce 1993
    - złoty medal w sztafecie 4 × 400 m

  - Piła 1994
    - złoty medal w sztafecie 4 × 400 m
    - brązowy medal w sztafecie 4 × 100 m

  - Warszawa 1995
    - złoty medal w sztafecie 4 × 400 m
    - srebrny medal w sztafecie 4 × 100 m
    - srebrny medal w biegu na 200 m

  - Piła 1996
    - srebrny medal w sztafecie 4 × 400 m
- Halowe mistrzostwa Polski seniorów w lekkoatletyce (3 medale)[2]
  - Spała 1994
    - srebrny medal w biegu na 60 m
    - srebrny medal w biegu na 200 m

  - Spała 1995
    - brązowy medal w biegu na 200 m

## Rekordy życiowe
- bieg na 100 metrów
  - stadion – 10,62 (Bydgoszcz 1997)
- bieg na 200 metrów
  - stadion – 21,42 (Sopot 1997)
- bieg na 400 metrów
  - stadion – 48,16 (Białogard 1994)